# Giebelrain
Der Giebelrain ist ein 587,6 m ü. NHN hoher Bergrücken bei Dietershausen im hessischen Teil der Rhön, einem in Bayern, Hessen und Thüringen (Deutschland) gelegenen Mittelgebirge.

## Geographische Lage
Der Giebelrain befindet sich im Landkreis Fulda leicht südöstlich der Stadt Fulda am Westrand des Biosphärenreservats Rhön. Er erhebt sich im Naturpark Hessische Rhön in der Gemarkung bzw. rund 2,5 km östlich von Dietershausen, einem südöstlichen Gemeindeteil von Künzell.
Am Westhang des Giebelrains liegt die Quelle der Haune, die ein südlicher Nebenfluss der Fulda ist. Der Berggipfel ist von einem Kreuz bekrönt und bietet eine weite Aussicht auf das Fuldaer Land bis hin zum Vogelsberg.

## Geologie
Der Giebelrain besteht – wie auch sein einiges niedriger, westsüdwestlicher Nachbarberg Haimberg (538 m) – aus Muschelkalk. Die Gesteinsschichten eines Sedimentgrabens sind während tektonischer Prozesse verkippt, so dass die unteren Schichten (Wellenkalk) nun zuoberst lagern („Schichtumkehr“). Die Umgebung prägen Buntsandsteine und Keupergesteine. Mehrere Vulkanschlote aus Basalt haben die Gesteinsschichten durchschlagen.

## Flora und Fauna
Der Giebelrain liegt in der Pflegezone des Biosphärenreservates Rhön. Der Berg und seine Umgebung ist aufgrund artenreicher Flora und Fauna als Teil des FFH-Gebiets Vorderrhön im europäischen Naturschutzprogramm Natura 2000 ausgewiesen.

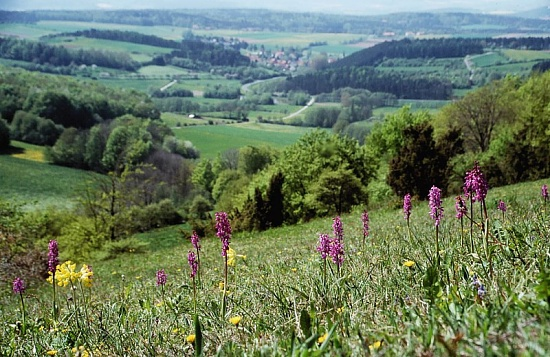
Kalkmagerrasen mit Manns-Knabenkraut

Den Kalkbuchenwald trifft man in verschiedensten Ausprägungen an, die je nach Exposition, Bodenbeschaffenheit und Feuchtigkeitshaushalt variieren. In diesem Lebensraum kommen beispielsweise Märzenbecher, Gelber Eisenhut und verschiedene Ständelwurz-Arten ins schönen Beständen vor. Auf Kalkmagerrasen wachsen häufig Fliegen-Ragwurz, Mücken-Händelwurz und Manns-Knabenkraut, sehr selten anzutreffen sind Bienen-Ragwurz und Pyramiden-Hundswurz. Eine faunistische Besonderheit ist das Vorkommen der Rotflügeligen Schnarrschrecke.
Feuchtwiesen waren früher am Fuß des Gieblrains überall vertreten, wurden jedoch im Zuge der Flurbereinigung weitgehend vernichtet. Auf kleinen Restflächen der Kalkflachmoore wachsen aber noch schöne Orchideenbestände mit Sumpf-Stendelwurz und Breitblättrigem Knabenkraut.

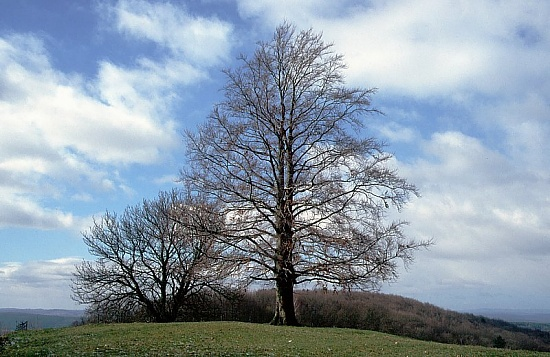
Hutebäume (Buchen)